# Дуб кохання
Дуб коха́ння — ботанічна пам'ятка природи місцевого значення в Україні. Об'єкт розташований на території Бориспільського району Київської області, в селі Ташань. 
Площа — 0,02 га, статус отриманий у 2018 році. Перебуває у віданні: Ташанська сільська громада. 
Екземпляр дуба черешчатого віком бл. 500 років, заввишки 28 м. На висоті 1,3 м. дерево має в охопленні 5 м.